# 呂十六型潜水艦
| 呂十六型潜水艦（海中3型） | 呂十六型潜水艦（海中3型）                                                |
| ------------------------- | ------------------------------------------------------------------------ |
| 呂号第十六潜水艦          |                                                                          |
| 艦級概観                  |                                                                          |
| 艦種                      | 二等潜水艦                                                               |
| 艦名                      |                                                                          |
| 前級                      | 呂十三型潜水艦（海中2型）                                                |
| 次級                      | 呂二十六型潜水艦（海中4型）                                              |
| 要目                      |                                                                          |
| 排水量                    | 基準：740トン 常備：771.8トン 水中：996.8トン                            |
| 全長                      | 70.1m                                                                    |
| 全幅                      | 6.12m                                                                    |
| 吃水                      | 3.70m                                                                    |
| 機関                      | ズルツァー式2号ディーゼル2基 電動機、2軸 水上：2,600馬力 水中：1,200馬力 |
| 速力                      | 水上：16.5kt 水中：8.5kt                                                 |
| 航続距離                  | 水上：10ktで6,000海里 水中：4ktで85海里                                  |
| 燃料                      | 重油：75トン                                                             |
| 乗員                      | 46名                                                                     |
| 兵装                      | 28口径8cm高角砲1門 45cm魚雷発射管 艦首4門、舷側2門 魚雷10本              |
| 備考                      | 安全潜航深度：45.7m                                                      |

呂十六型潜水艦（ろじゅうろくがたせんすいかん）は、大日本帝国海軍の潜水艦の艦級。海中3型（かいちゅうさんがた）とも。同型艦10隻。戦歴無し。

## 概要
海中2型を発展させたものであるが、安全潜航深度が45.7mに増した程度で大きな変更点はない。1917年（大正6年）度の八四艦隊案により6隻、1918年（大正7年）度の八六艦隊案により4隻、合計10隻が建造され、1920年(大正9年)から1923年(大正12年)にかけて竣工した。1936年(昭和11年)までに老朽化によって順次除籍された。特に戦果、戦歴等はない。

## 同型艦
1924年（大正13年）11月1日に「呂号第～潜水艦」と改名。

### 呂16
- 呂号第十六潜水艦 ←第三十七潜水艦から改名
  - 1922年（大正11年）4月29日竣工（呉海軍工廠）。1933年（昭和8年）9月1日除籍。

### 呂17
- 呂号第十七潜水艦 ←第三十四潜水艦から改名
  - 1921年（大正10年）10月20日竣工（呉海軍工廠）。1936年（昭和11年）4月1日除籍。

### 呂18
- 呂号第十八潜水艦 ←第三十五潜水艦から改名
  - 1921年（大正10年）12月15日竣工（呉海軍工廠）。1936年（昭和11年）4月1日除籍。

### 呂19
- 呂号第十九潜水艦 ←第三十六潜水艦から改名
  - 1922年（大正11年）3月15日竣工（呉海軍工廠）。1936年（昭和11年）4月1日除籍。

### 呂20
- 呂号第二十潜水艦 ←第三十八潜水艦から改名
  - 1922年（大正11年）2月1日竣工（横須賀海軍工廠）。1934年（昭和9年）4月1日除籍。

### 呂21
- 呂号第二十一潜水艦 ←第三十九潜水艦から改名
  - 1922年（大正11年）2月1日竣工（横須賀海軍工廠）。1934年（昭和9年）4月1日除籍。

### 呂22
- 呂号第二十二潜水艦 ←第四十潜水艦から改名
  - 1922年（大正11年）10月10日竣工（横須賀海軍工廠）。1934年（昭和9年）4月1日除籍。

### 呂23
- 呂号第二十三潜水艦 ←第四十一潜水艦から改名
  - 1923年（大正12年）4月28日竣工（横須賀海軍工廠）。1935年（昭和10年）4月1日除籍。

### 呂24
- 呂号第二十四潜水艦 ←第四十二潜水艦から改名
  - 1920年（大正9年）11月30日竣工（佐世保海軍工廠）。1935年（昭和10年）4月1日除籍。

### 呂25
- 呂号第二十五潜水艦 ←第四十三潜水艦から改名
  - 1921年（大正10年）10月25日竣工（佐世保海軍工廠）。1924年（大正13年）3月19日に佐世保港外で訓練中に「龍田」と衝突し沈没、乗員全員が死亡した。4月25日に引き揚げて再就役。1936年（昭和11年）4月1日除籍。

## 潜水隊の変遷

### 第十六潜水隊
呉鎮守府籍の呂17・呂18で編成。その後遅れて竣工した呂19を編入した。主に警備や訓練に使用され、所属艦の除籍により昭和11年4月1日に解隊された。
1921年(大正10年)12月20日：第三十四潜水艦（呂17）、第三十五潜水艦（呂18）で編成。第一艦隊第1潜水戦隊。
1922年(大正11年)3月15日：竣工した第三十六潜水艦（呂19）を編入。
1922年(大正11年)12月1日：第二艦隊第2潜水戦隊。
1923年(大正12年)12月1日：横須賀鎮守府部隊。
1936年(昭和11年)4月1日：所属艦の除籍を機に解隊。